# Ratni zločini u Kosovskom ratu
Ratni zločini u Kosovskom ratu uključuju progone stanovništva, pokolje, etničko čišćenje, silovanja, pljačke, trovanje bunara i uništavanje čitavih naselja.
Prema izvješću  Human Rights Watcha, popis ozbiljnijih ratnih zločina u kosovskom ratu uključuje i zloporabe koje je počinila Oslobodilačka vojska Kosova, kao što su otmice i ubojstva po kratkom postupku, ali "velika većina zloporaba u proteklih godinu dana (od siječnja 1998. do travnja 1999.) pripisuje se policiji Srbije ili vojsci Jugoslavije".

## Srpski ratni zločini
Srpska policija, pripadnici vojske Jugoslavije i pridružene paravojne postrojbe širom Kosova ubijali su civile koji nisu bili borci, uključujući žene i djecu. U napadima na sela, ubojstvima, silovanjima, pljačkanju i spaljivanju kuća i stanova, sudjelovali su također i Srbi susjedi, kao i bande kriminalaca iz uže Srbije. Među pripadnicima paravojnih snaga bilo je i onih koji su pušteni iz zatvora u Srbiji pod uvjetom da se pristanu boriti na Kosovu. Među paravojnim postrojbama za koje se vjeruje da su bile aktivne na Kosovu nalaze se Arkanovi Tigrovi, Šešeljevi Beli orlovi i Delta odred iz Republike Srpske. Vjeruje se da je SDB pomogao u organizaciji i naoružavanju ovih snaga.
U nekim slučajevima vojnici su postupali donekle dobro prema civilima, pokušavajući im pružiti zaštitu, ali nažalost, ovi primjeri predstavljaju izuzetke.
Obujam i sistematska priroda kršenja prava na Kosovu ne dopuštao mogućnost da srpsko i jugoslavensko rukovodstvo o njima nije ništa znalo, kako su tvrdili. Bilo je svega nekoliko slučajeva gdje je Miloševićeva vlada kaznila snage sigurnosti zbog ozbiljnih zločina. Naprotiv, u razdoblju poslije rata odlikovano je i promaknuto na stotine pripadnika policije i vojske koji su služili na Kosovu, uključujući i članove najvišeg rukovodstva.

### Progoni stanovništva
Srbija je tijekom 1998. i 1999. počela s masovnim protjerivanjem Albanaca. Srpska policija je, uz podršku Vojske Jugoslavije, tijekom 1998. i 1999. godine provodila masovne progone albanskog i drugog muslimanskog stanovništva s Kosova. Albanskim stanovnicima je nakon usmene naredbe o iseljavanju ostavljano kratko vrijeme za napuštanje domova, tako da su mogli sa sobom uzeti samo ono najneophodnije. Muškarce koji su se tome opirali, srpski su policajci ubijali u prisutnosti njihovih žena i djece.
Prema nekim podatcima već 1998. godine (prije NATO-vog bombardiranja) s Kosova je bilo protjerano oko 350.000 Albanaca.
Razmjere i brzinu protjerivanja nakon početka NATO-vog udara nitko nije mogao predvidjeti. U Makedoniju su izbjeglice protjerivane vlakom, što je omogućavalo da tisuće ljudi dnevno napusti Kosovo. Deportacije u Makedoniju, Albaniju i Crnu Goru također su vršene kamionima i autobusima koje je osigurala srpska policija. Da bi protjerivanje lakše teklo uspostavljana su sabirna središta.
U tri tjedna nakon početka NATO-vog bombardiranja SRJ, Visoko povjereništvo UN-a za izbjeglice (UNHCR) registriralo je 525.787 albanskih izbjeglica s Kosova. Mjesec dana kasnije, broj izbjeglica narastao je na 781.618. Do kraja rata lipnja 1999. srpske snage protjerale su 862.979 Albanaca s Kosova, a još nekoliko stotina tisuća bilo je interno raseljeno, pored onih koji su bili raseljeni prije ožujka.
Tijekom rata, više od 80 posto ukupnog broja stanovnika na Kosovu, odnosno 90 posto kosovskih Albanaca, bilo istjerano iz svojih domova.

### Silovanja
Silovanja i ostali oblici seksualnog nasilja rabljeni su na Kosovu 1999. godine kao oruđe rata i sredstvo sistematskog “etničkog čišćenja”. Human Rights Watch zabilježio je 96 slučaja silovanja albanskih djevojaka i žena od strane srpskih vojnika, među njima 6 slučaja žena koje su ubijene nakon silovanja. Vojnici, policajci i pripadnici paravojnih postrojba često su silovali žrtve pred mnogim svjedocima. Bilo je i slučajeva prijavljenih skupnih silovanja. Human Rights Watch smatra da slučajevi silovanja nisu bili rijetka ni izolirana djela koja su počinili pojedini pripadnici srpskih snaga, već su bili smišljeni kao sredstvo zastrašivanja stanovništva, iznuđivanja novca od obitelji i progona.
Nekoliko žrtava silovanja prijavilo je ove zločine časnicima VJ. Međutim, ni JNA ni Ministarstvo unutarnjih poslova Srbije nisu napravili nikakav pokušaj istraživanja ili kažnjavanja takvih incidenata.

### Pokolji Albanaca
Slijedi nepotpun popis pokolja koje su počinile srpska vojska i policija tijekom Kosovskog rata:
- pokolj u Suvoj Reci — ubijeno 48 albanskih civila, među njima mnogo djece.[9]
- pokolj u Račku — 45 albanskih seljaka ubile su srpske snage.[10]
- pokolj u Podujevu — ubijeno 19 civila, uključujući ženu, djecu i starce[11]
- pokolj u Velikoj Kruši — prema procjenama Suda, u ovom su pokolju specijalne jedinice srpske policije ubile 42 osobe.[12] Human Right Watch navodi da je ubijeno preko 90 osoba.[13] Također, postoje izvješća o masovnom silovanju albanskih žena.[14]
- pokolj u Izbici - srpske snage ubile su oko 120 albanskih civila.[15]
- Drenički pokolj - ukupono je identificirano 29 žrtava pokolja.[16]
- pokolj u Gornjem Obrinju - 18 tijela je nađeno,[17] ali je više ljudi ubijeno u pokolju.[18]
- pokolj u Ćuškoj — imenom i prezimenom poznata je 41 žrtva pokolja.[19]
- pokolj u Beloj Crkvi — 62 ustanovljene žrtve[20]
- pokolj u Orahovcu — između 50 i preko 200 albanskih civila je ubijeno[21]
- pokolj u zatvoru Dubrava - čuvari su pobili oko 70 albanskih zatvorenika.[22]
- pokolj u Pustom Selu - 106 kosovskih Albanaca pogubljeno je po kratkom postupku.[2]
- pokolj u Trnju - prema izvješćima, ubijeno je između 24 i 36 kosovskih Albanaca.[23]
- pokolj u Vučitrnu - srpska je policija ubila preko 100 kosovskih izbjeglica u blizini Vučitrna.[24]

### Prikrivanje leševa
Srpske su vlasti sustavno prikrivale dokaze o ubojstvima uklanjanjem tijela, premještanjem tijela iz masovnih grobnica u individualne grobove, spaljivanjem tijela i uklanjanjem ili zamjenom odjeće i osobnih stvari da bi se otežao proces identifikacije. U više od desetak mjesta gdje su izvršena masovna ubojstva državne su snage pokušale prikriti dokaze uništavajući ili uklanjajući tijela.
Prema iskazima, JNA je sustavno prevozila leševe Albanaca u rudarski kompleks Trepča kraj Kosovske Mitrovice, gdje ih je palila. Prema „jednom neimenovanom službeniku“, između 1200 i 1500 leševa je tako uništeno u Trepči. Međutim, poslijeratna istraga OEBS-a nije uspjela naći dokaze na terenu. U ožujku 2001. srpska je vlada objavila da je kamion pun leševa Albanaca (ukupno 86 tijela) bačen u Dunav u Srbiji tijekom rata na Kosovu. U srpnju 2001. srpske vlasti objavile su da su pronašle još četiri grobnice u Srbiji, s ukupno 1000 leševa kosovskih Albanaca.
Kao svjedok na suđenju osmorici policajaca za zločine nad albanskim civilima tijekom pokolja u Suvoj Reci, Dragan Karleuša, umirovljeni inspektor MUP-a Srbije, posvjedočio je da u Srbiji ima još grobnica s posmrtnim ostatcima Albanaca i da iz jezera Perućac nisu još izvađena sva tijela koje je srpska policija ubacila za vrijeme NATO-vog bombardiranja.
Do sada je oko 800 posmrtnih ostataka Albanaca pobijenih i pokopanih u masovne grobnice po Srbiji ekshumirano i vraćeno obiteljima.

### Brisanje identiteta
Tijekom kosovskog rata 1999., srpske i jugoslavenske snage hotimice su provodile kampanju "brisanja identiteta" u kojoj su kosovskim građanima albanske nacionalnosti oduzimani i uništavani osobni dokumenti i drugi dokazi o državljanstvu. Izbjeglicama protjeranim u smjeru Albanije oduzimani su svi dokumenti (osobna iskaznica, putovnicai, itd.) a prilikom prelaska granice bili su prisiljavani uklanjati registarske pločice s automobila i traktora. Prema anketi koju su proveli Liječnici za ljudska prava, skoro 60 posto ispitanika izjavilo je da su im srpske snage oduzele ili uništile osobne dokumente. Uporaba ovakve strategije pokazuje da su srpske vlasti sustavnim uništavanjem dokumenata nastojale spriječiti povratak prognanih kosovskih Albanaca iz Albanije.
Izvješća prenose da su srpske vlasti na Kosovu uništavale biračke popise i ostale popise kosovskih stanovnika. Također su uništavane središnje i općinske arhive i matične knjige. Na taj su način mnogi kosovski Albanci su ostali bez ikakvih dokaza o svom identitetu.

### Pljačke, razbojništvo
Ubojstva i masovna protjerivanja na Kosovu u proljeće 1999. su bila praćena pljačkom i iznuđivanjem. Albanci su, po pravilu, tijekom protjerivanja s Kosova. Ako bi se suprotstavili, prijetilo im se ubojstvom ili su im otimali djecu i prijetili im dok ne bi pristali. Rasprostranjenost ovih zlodjela, kao i činjenica da je u nekim slučajevima u njih bila umješana policija, ukazuje na to da su ona činjena uz suglasnost vlasti, i da je i sama država na taj način vjerojatno pribavljala dobit.
Pljačke su se odvijale prema određenom obrascu: jedan ili dvojica pripadnika paravojnih postrojba ili policije provalili bi vrata privatnog stana, ponekad s maskama na licu, ali uvijek naoružani automatskim puškama. Pripadnici policije, vojske i, naročito, paravojnih postrojba prijetili su Albancima smrću ako ne predaju određene svote novca, obično izražene u njemačkim markama. U nekim slučajevima pripadnici paravojnih formacija i policije prijetili su djeci noževima i automatskim puškama da bi iznudili novac od roditelja.
Od svih dokaza o pljačkanju možda je najrječitiji dnevnik jedne Srpkinje iz Peći, u kojem je bilježila svoja opažanja za vrijeme rata. U dnevniku, koji su nakon rata pronašli strani novinari, piše:
Jedan od slučajeva masovnih pljački zabilježen je 31. ožujka 1999. godine, kada su srpska policija i paravojne postrojbe ušle u selo Belanica, pokraj Suve Reke, okupile stanovnike i od njih zahtijevale novac pod prijetnjom da će im ubiti djecu. Barem deseci Albanaca su ubijeni na taj način. Na sličan način su maltretirani i opljačkani žitelji Maleševa i drugih kosovskih sela.
Analiza OEBS-a zaključuje da su skoro svi počinitelji, a ponajviše pripadnici paravojnih jedinica, imali financijsku dobit kao motiv prilikom kršenja ljudskih prava koja su činili nad kosovskim Albancima. Kao i u Bosni i Hercegovini, pljačka i iznuđivanje bili su motiv i nagrada pripadnicima srpskih paravojnih postrojbi.

### Uništavanje naselja
Između ožujka i lipnja 1999. godine, srpske su vojne jedinice uništile na tisuće albanskih domova diljem Kosova, uz pomoć topništva, buldožera, eksploziva i paljenja. U nekim slučajevima, pogotovo ako je bilo bliske veze s Oslobodilačkom vojskom Kosova, čitava su sela uništena. Gradovi Peć i Glogovac teško su oštećeni. U mnogim su mjestima uništavane i džamije. Prema izvješću organizacije Liječnici za ljudska prava iz rujna 1999. godine, na Kosovu je uništeno 155 džamija.
Prema istraživanju UNHCR-a iz studenog 1999. godine, skoro 40 posto svih stambenih kuća na Kosovu bile su teško oštećene ili potpuno uništene. Naročito je teško stradala Peć gdje je više od 80 posto od ukupno 5280 kuća u gradu teško oštećeno (1590) ili uništeno (2774).

### Trovanje bunara
Tijekom rata, srpske su snage namjerno trovale bunare, bacajući u njih kemikalije, mrtve životinje pa čak i ljudske leševe. Prema podatcima Crvenog križa, od 20.000 bunara na Kosovu, pola ih je otrovano.

### Zloporaba civila i prisilni rad
Između ožujka i lipnja 1999., srpske snage sigurnosti hvatale su Albance i tjerale ih na kopanje rovova, bunkera i drugih teških fizičkih poslova, što Human Rights Watch kvalificira kao prisilan rad. Tijekom NATO-ve intervencije, srpske su snage prisiljavale albanske civile da budu u njihovoj blizini ili između srpskih položaja, rabeći ih kao ljudski štit, što je zabranjeno Ženevskom konvencijom. Svjedok iz Mališeva izjavio je da je bio u skupini od 500 civila koji su zadržani u blizini albanske granice kada su srpske snage napadale položaje OVK.
Srpske su snage prisiljavale na rad i Rome, kao što je bio slučaj s jednom skupinom u Đakovici, kojoj je naređeno da pokupi tijela u gradu i da ih zakopa.

### Nagazne mine
Srpske su snage također postavile 50.000 nagaznih mina po Kosovu, uglavnom uz granicu s Albanijom i Makedonijom.

## Albanski ratni zločini

### Otmice i pogubljenja civila
Zabilježeni su brojni slučajevi otmica i napada na srpske civile. Prema podatcima suda u Hagu, tijekom 1998. godine oteto je 97 kosovskih Srba; prema podatcima Fonda za humanitarno pravo, između siječnja i kolovoza 1998. godine nestale su 103 osobe srpske nacionalnosti.
Jedan od najokrutnijih zabilježenih zločina OVK-a pogubljenje je 22 srpska civila u selu Klečka. OVK se također tereti da je ubijala albanske civile kako bi svalila krivicu na Srbe. Nije zabilježen nijedan slučaj da su pripadnici OVK-a tijekom sukoba kažnjeni za zločine protiv civila.

### Ostalo
OVK je također postavljala nagazne mine tijekom Kosovskog rata.
Nakon što su jedinice vojske Jugoslavije i srpske policije počele napuštati Kosovo, s njima su otišli i mnogi Srbi, a nad onima koji su ostali na Kosovu albanski povratnici vršili su nasilje. Za razliku od srpskoga, to povratno etničko čišćenje nije bilo organizirano i vođeno od državnih organa, već su ga provodili pojedinci i kriminalne skupine, tijekom višetjednog vakuuma vlasti prije uspostavljanja nadzora KFOR -a i UNMIK-a na terenu.

## NATO ratni zločini
Human Rights Watch nije našao nikakve dokaze da su NATO-ve snage počinile ratne zločine, ali smatra da su prekršile odredbe međunarodnog humanitarnog prava time što prilikom napada na konvoje i pokretne mete nisu poduzele sve neophodne mjere predostrožnosti i utvrdile prisutnost civila.
NATO je koristio kazetne bombe i oružje s osiromašenim uranijom.

## Broj žrtava
Kosovski Albanci prijavili su sudu u Haagu 11.334 ubijenih. Do lipnja 2001. godine Međunarodni sud za ratne zločine počinjene na području bivše Jugoslavije  ekshumirao je oko 4.300 tijela osoba za koje se vjeruje da su ih ubile srpske snage na Kosovu. Taj broj je definitivno manji od ukupnog broja ubijenih. Prema izvješću Međunarodnog odbora Crvenog križa, u travnju 2001. godine 3525 osoba se još vodilo kao nestalo. Velika većina njih su kosovski Albanci, ali je među njima 400 Srba i 100 Roma i pripadnika ostalih manjina. Glavni uzrok za to što ne postoje precizne procjene o broju mrtvih je namjerni pokušaj srpskih vlasti da unište dokaze i uklone leševe.
Jedan od razloga što je broj mrtvih i dalje predmet rasprava jesu pretjerivanja u izjavama nekih dužnosnika. Neki dužnosnici SAD-a, među njima sekretar odbrane William Cohen i posebni izaslanik State Departmenta za ratne zločine David Schaefer, izražavali su pretpostavke da je nestalo oko 100.000 Albanaca i da se strahuje da su oni mrtvi. Neprovjerene izjave visokih državnih dužnosnika u jeku rata navele su neke zapadne ljevičare da negiraju etničko čišćenje i masovna ubojstva albanskih civila, smatrajući takve navode propagandom kojom se opravdavala NATO-va intervencija.
Postoje dve znanstvene studije koje se bave pitanjem broja ubijenih Albanaca. U prvoj studiji "Rat i smrtnost na Kosovu 1998. – 99.", koju je u lipnju 2000. objavio Centar za kontrolu bolesti Sjedinjenih Država, se na osnovu istraživanja domaćinstava i stope smrtnosti prije rata, zaključuje da je smrt oko 12.000 osoba izazvana “traumama prouzrokovanim ratom”. Ovaj broj uključuje i oko 1500 Albanaca ubijenih 1998. godine. Druga studija "Politička ubojstva na Kosovu", koju su u listopadu 2000. godine zajednički objavili Inicijativa za pravo u Srednjoj i Istočnoj Europi, Američka odvjetnička komora i Američka asocijacija za unapređenje znanosti, zaključuje da je između 20. ožujka i 12. lipnja 1999. godine ubijeno oko 10.500 kosovskih Albanaca, s pouzdanošću od 95 posto, uzevši raspon od 7449 do 13.627.
Human Rights Watch smatra da nije toliko važno je li broj ubijenih 5000 ili 15.000 koliko je bitna činjenica da se na meti ubojstava srpskih snaga sigurnosti našao veliki broj civila.

## Vanjske poveznice
- Kosovo: kako viđeno, tako rečeno  Arhivirana inačica izvorne stranice od 14. studenoga 2010. (Wayback Machine) (izvješće OEBS-a)
- Po naređenju: ratni zločini na Kosovu (izvješće Human Right Watcha)
- RAZARANJE KULTURNE BAŠTINE NA KOSOVU, 1998-1999 (ICTY)
- KOSOVO WAR CRIMES CHRONOLOGY
- KOSOVO: ETHNIC CLEANSING
- Presuda Haškog suda  Arhivirana inačica izvorne stranice od 18. svibnja 2010. (Wayback Machine)